# Университет Гельмута Шмидта

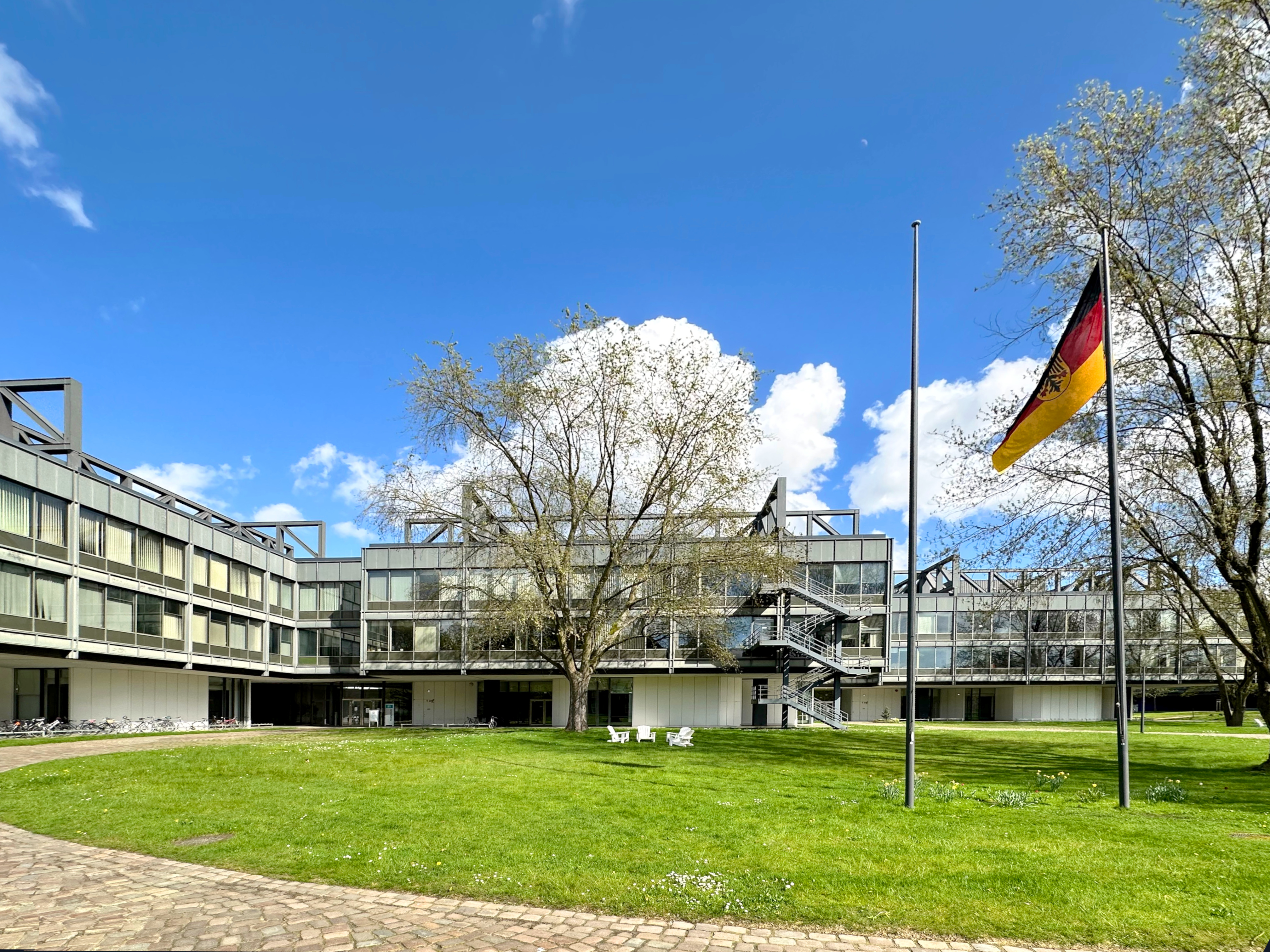
Один из корпусов университета

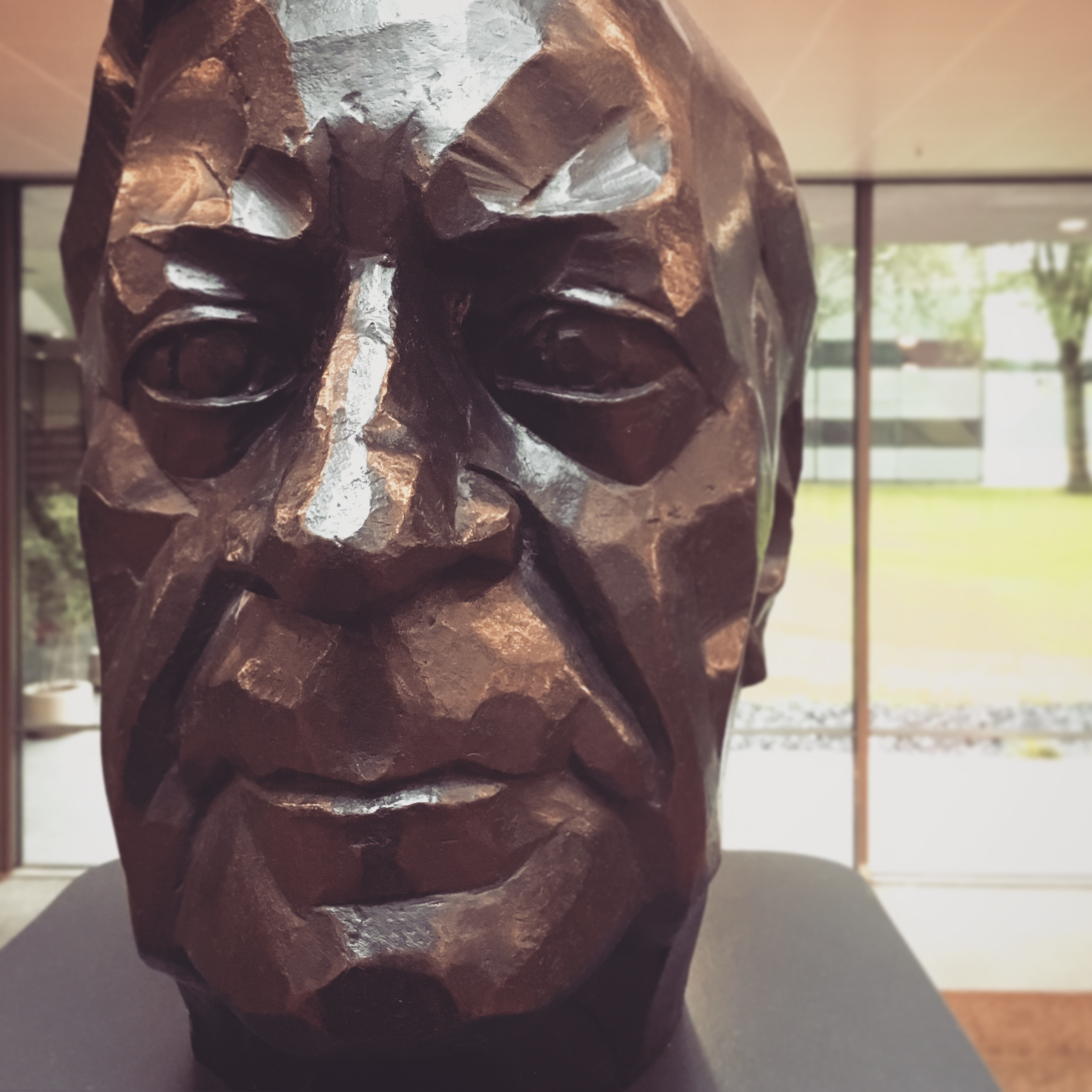
Бьюст Гельмута Шмидта в одном из корпусов одноименного университета в г.Гамбург, Германия

Университет Гельмута Шмидта (нем. Helmut-Schmidt-Universität) ― военно-учебное заведение, основанное в 1973 году по инициативе Гельмута Шмидта, который тогда был министром обороны ФРГ. Располагается в Гамбурге. Первоначально имел название «Университет бундесвера» (Universität der Bundeswehr), сегодня его полное официальное название — «Университет Гельмута Шмидта/Университет бундесвера в Гамбурге». Является одним из двух университетов, созданных бундесвером для обучения и обучения будущих и действующих офицеров.
В основном в нём проходят подготовку только немецкие военные ― отсюда и его первоначальное название. Однако за долгие годы его работы руководством министерства обороны были заключены соглашения о сотрудничестве с союзными странами, на основании которых ряд избранных офицеров из этих государств также получили возможность учиться в Гамбурге.
С 2002 года в университете обучается небольшое количество гражданских студентов. Обязательным условием обучения гражданских в университете Гельмута Шмидта является бизнес-стипендия. Эти стипендии обычно присуждаются фондами, имеющими тесные связи с промышленностью, поэтому таких студентов хотя бы косвенно поддерживает их будущие работодатели, коими обычно являются крупные компании.
Ученые степени и звания, полученные в университете, эквивалентны тем, которые присуждаются государственными университетами ФРГ, и имеют равную силу, поскольку предлагаемые курсы соответствуют требованиям законодательства Гамбурга о высшем образовании. Университет уполномочен проводить хабилитацию и присуждать докторские степени.